# متوازيات (مسلسل)
متوازيات هو مسلسل خيال علمي فرنسي، صدر على منصة ديزني+ في 23 مارس 2022.

## روابط خارجية
متوازيات على موقع IMDb (الإنجليزية)
- متوازيات على موقع روتن توميتوز (الإنجليزية)
- متوازيات على موقع روتن توميتوز (الإنجليزية)
- متوازيات على موقع كينوبويسك (الروسية)
- متوازيات على موقع ألو سيني (الفرنسية)
- متوازيات على موقع قاعدة بيانات الفيلم (الإنجليزية)